# فيكو هاكولينن
فيكو هاكولينن (Veikko Hakulinen؛ كوركيوكي، 4 يناير 1925 - فالكياكوسكي، 25 أكتوبر 2003) فني حراجة ومتزلج ريفي فنلندي، حائز على القلائد الثلاثة في الألعاب الأولمبية وبطولات العالم على السواء في مسابقة بطولة تزلج اختراق الضاحية. بالإضافة إلى تخصصه الرئيسي، شارك أيضاً في البياثلون والسباق المـُوجـّه، السباق المـُوجـّه بالتزلج، سباق اختراق الضاحية التجديف على المستوى الوطني واستمر في المنافسة العليا.
تحصل على 3 ذهبيات و 3 فضيات وبرونزية واحدة توزعت بين دورات أوسلو 1952 وكورتينا دامبيتسو 1956 وسكوا فالي 1960 الأولمبية.
و مثلها تماماً في بطولتي العالم في فالون سنة 1954 ولهتي سنة 1958.

## روابط خارجية
- فيكو هاكولينن على موقع IBU (الإنجليزية)
- فيكو هاكولينن على موقع الاتحاد الدولي للتزلج (التزلج الريفي) (الإنجليزية)
- فيكو هاكولينن على موقع اللجنة الأولمبية الدولية (الإنجليزية)
- فيكو هاكولينن على موقع أوليمبيديا (الإنجليزية)